# باري شير
باري شير (بالإنجليزية: Barry Shear)‏ هو منتج أفلام ومخرج أمريكي، ولد في 23 مارس 1923 في نيويورك في الولايات المتحدة، وتوفي في 13 يونيو 1979 في لوس أنجلوس في الولايات المتحدة بسبب سرطان.

## وصلات خارجية
- باري شير على موقع IMDb (الإنجليزية)
- باري شير على موقع ألو سيني (الفرنسية)
- باري شير على موقع تيرنر كلاسيك موفيز (الإنجليزية)
- باري شير على موقع أول موفي (الإنجليزية)
- باري شير على موقع قاعدة بيانات الأفلام السويدية (السويدية)
- باري شير على موقع قاعدة بيانات الفيلم (الإنجليزية)
- باري شير على موقع كينوبويسك (الروسية)